# Municipio de Manlius (Míchigan)
El municipio de Manlius (en inglés: Manlius Township) es un municipio ubicado en el condado de Allegan en el estado estadounidense de Míchigan. En el año 2010 tenía una población de 3.017 habitantes y una densidad poblacional de 32,41 personas por km². New Richmond, una comunidad no incorporada ubicada en el municipio, es cerca del cruce entre Old Allegan Road, el ferrocarril Chesapeake and Ohio Railway y el río Kalamazoo.

## Historia

### SigloXIX

#### Richmond
En 1825, Louis Campau estableció aquí un puesto comercial con la población local de Ottawa cerca de la confluencia del río Rabbit con el Kalamazoo.En 1836, tres inversores liderados por John Allen, de Ann Arbor, planificaron establecer una ciudad en esta área. Allen trazó el pueblo de "Richmond", nombrándolo en honor a su ciudad natal, Richmond, Virginia. El plano abarcaba toda la sección 8 y la mitad oriental de la sección 7, un poco al norte y al oeste de la ubicación actual. Se despejó parte del terreno, se construyeron una tienda general y algunas casas, y en noviembre de 1837 se abrió una oficina de correos llamada "Richmond". El colono James McCormick adquirió 160 acres en Richmond en 1838 y comenzó un negocio local de cultivo de frutas. Ese mismo año, debido a la depresión económica causada por el Pánico de 1837, la empresa de Allen colapsó, y la oficina de correos cerró en octubre de 1839. En 1839, el municipio fue fundado en la casa de Ralph R. Mann, con Josh Allen como el primer supervisor del municipio.

#### Manlius
En 1842, se construyó un puente de madera sobre el río Kalamazoo, que colapsó en 1849 al ser cruzado por un carro de bueyes. En 1844, Ralph R. Mann, contratado por Allen para supervisar mejoras en Richmond, se mudó al sur del sitio original y construyó un aserradero impulsado por agua en el río Kalamazoo. Este nuevo asentamiento fue denominado "Manlius", en honor a Manlius, Nueva York. En julio de 1846, se estableció una oficina de correos en el lugar.
Elam Atwater Fenn llegó a Manlius en 1851 con la intención de construir su primera casa, comentando que "parecía deseable estar ubicado cerca de un pueblo tan animado y prometedor como Manlius". Posteriormente, Fenn fundó la ciudad vecina de Fennville.En 1856, se construyó un segundo puente de madera.

#### New Richmond
Con la llegada del ferrocarril, H. F. Marsh trazó un nuevo pueblo de Richmond cerca del sitio original, lo que llevó a su crecimiento y eventual reemplazo de Manlius.En octubre de 1872, la oficina de correos de Manlius cerró y fue reemplazada por una nueva llamada "New Richmond", para evitar conflictos con otro Richmond en el condado de Macomb. Durante un tiempo, Manlius funcionó como una estación del ferrocarril Chicago y West Michigan, pero el asentamiento fue mayormente abandonado en 1874 tras la destrucción de la presa del molino y un incendio en la taberna local.
En 1877, el segundo puente de madera colapsó al ser cruzado por una diligencia. A finales de 1878, comenzaron los preparativos para reemplazarlo por un puente de hierro. El primer envío de hierro llegó en febrero de 1879, y el Puente giratorio de New Richmond se completó ese mismo año.

### SigloXX
Hasta principios del siglo XX, la estación ferroviaria de New Richmond fue el principal punto de suministro para las ciudades cercanas al lago Michigan, en el condado de Allegan. En 1907, se construyó un nuevo puente giratorio para el tráfico ferroviario.
Durante este periodo, la industria en el municipio decayó, limitándose a la extracción de maderas duras para la industria del mueble en Grand Rapids.Sin embargo, Manlius se convirtió en un destino turístico, con barcos de vapor que llevaban visitantes a Douglas y Saugatuck.En su apogeo, la industria hotelera alcanzó cuatro edificios, pero un incendio destruyó varios hoteles y aserraderos, dejando solo unas pocas casas.
En 1975, se construyó un nuevo cruce sobre el río en la calle 58, a media milla del Puente giratorio de New Richmond. Este fue cerrado en 1976 debido a su deterioro, pero fue rehabilitado y reabierto al tráfico vehicular en 1979, celebrándose con un desfile de vehículos antiguos.En la década de 1990, se restauró el único edificio hotelero sobreviviente, que había estado abandonado durante décadas.

### SigloXXI
En 2001, se asignaron fondos federales al condado de Allegan para restaurar completamente el Puente giratorio de New Richmond, finalizando las obras en 2004. Poco después, se construyó un parque municipal cerca del puente. Actualmente, el puente ferroviario construido en 1907, operado por CSX Transportation, sigue en uso con un tráfico de 20 a 30 trenes diarios, aunque ya no cuenta con mecanismos de giro.

## Geografía
El municipio de Manlius se encuentra ubicado en las coordenadas 42°38′40.1″N 86°4′33.13″O / 42.644472, -86.0758694. Según la Oficina del Censo de los Estados Unidos, el municipio tiene una superficie total de 93,1 km² (35,9 mi²), de la cual 91,6 km² (35,4 mi²) corresponden a tierra firme y 1,5 km² (0,6 mi²) (1.61%) es agua.

## Demografía
En el 2000 la renta per cápita promedia del hogar era de $51.653, y el ingreso promedio para una familia era de $54.864. El ingreso per cápita para la localidad era de $19.009. En 2000 los hombres tenían un ingreso per cápita de $36.078 contra $27.333 para las mujeres. Alrededor del 4.0% de la población estaba bajo el umbral de pobreza nacional.